# Zuidelijke Kalkalpen
De Zuidelijke Kalkalpen is een verzamelnaam voor bergketens in de oostelijke Alpen. De oostelijke Alpen (grofweg alle Alpen ten oosten van het Gotthardmassief) worden ingedeeld in drie subgroepen (van noord naar zuid):
- Noordelijke Kalkalpen
- Centrale Alpen
- Zuidelijke Kalkalpen

De Zuidelijke Kalkalpen zijn van oost naar west zo'n 450 kilometer lang en beslaan gebied in de landen Italië, Oostenrijk en Slovenië. De grens met de Centrale Alpen in het noorden wordt grotendeels gevormd door een geologische breukzone, die de Periadriatische lijn genoemd wordt. In het zuidoosten zitten de Zuidelijke Kalkalpen vast aan de Dinarische Alpen, die officieel niet tot de Alpen gerekend worden.
De Zuidelijke Kalkalpen bereiken hun hoogste punt in het westelijke deel, met de Ortler (3905 m) in het Ortlermassief.

## Geologie
De Kalkalpen danken hun naam aan kalksteen, het dominante gesteente. Daarmee verschillen ze van de Centrale Alpen, die vooral uit metamorfe gesteentes bestaan. Er komen ook andere gesteentes voor in de Zuidelijke Kalkalpen: sedimentaire gesteentes zoals dolomiet en zandsteen, maar ook graniet. Het Adamello massief is bijvoorbeeld opgebouwd uit graniet.
De Zuidelijke Kalkalpen vallen bijna samen met de geologische term Zuidelijke Alpen, maar de twee gebieden komen niet helemaal overeen.

## Onderverdeling
Van het oosten naar het westen worden de volgende bergketens tot de Zuidelijke Kalkalpen gerekend:
- Pohorje in Slovenië
- de Kamnische Alpen
- de Karawanken die de grens tussen Oostenrijk en Slovenië vormen
- de Julische Alpen in Slovenië en de Italiaanse regio Friuli
- de Gailtaler Alpen (met de Lienzer Dolomieten)
- de Carnische Alpen en het gebied ten zuiden daarvan (Zuidelijke Carnische Alpen)
- de Dolomieten
- de Fleimstaler Alpen
- de Vizentiner Alpen
- de Nonsberggroep
- de Brenta Dolomieten
- de bergen rondom het Gardameer
- het Ortlermassief
- het Adamellomassief
- de Sobretta-Gavia Alpen
- de Bergamascer Alpen, ook wel Orobische Alpen, Alpi Orobie

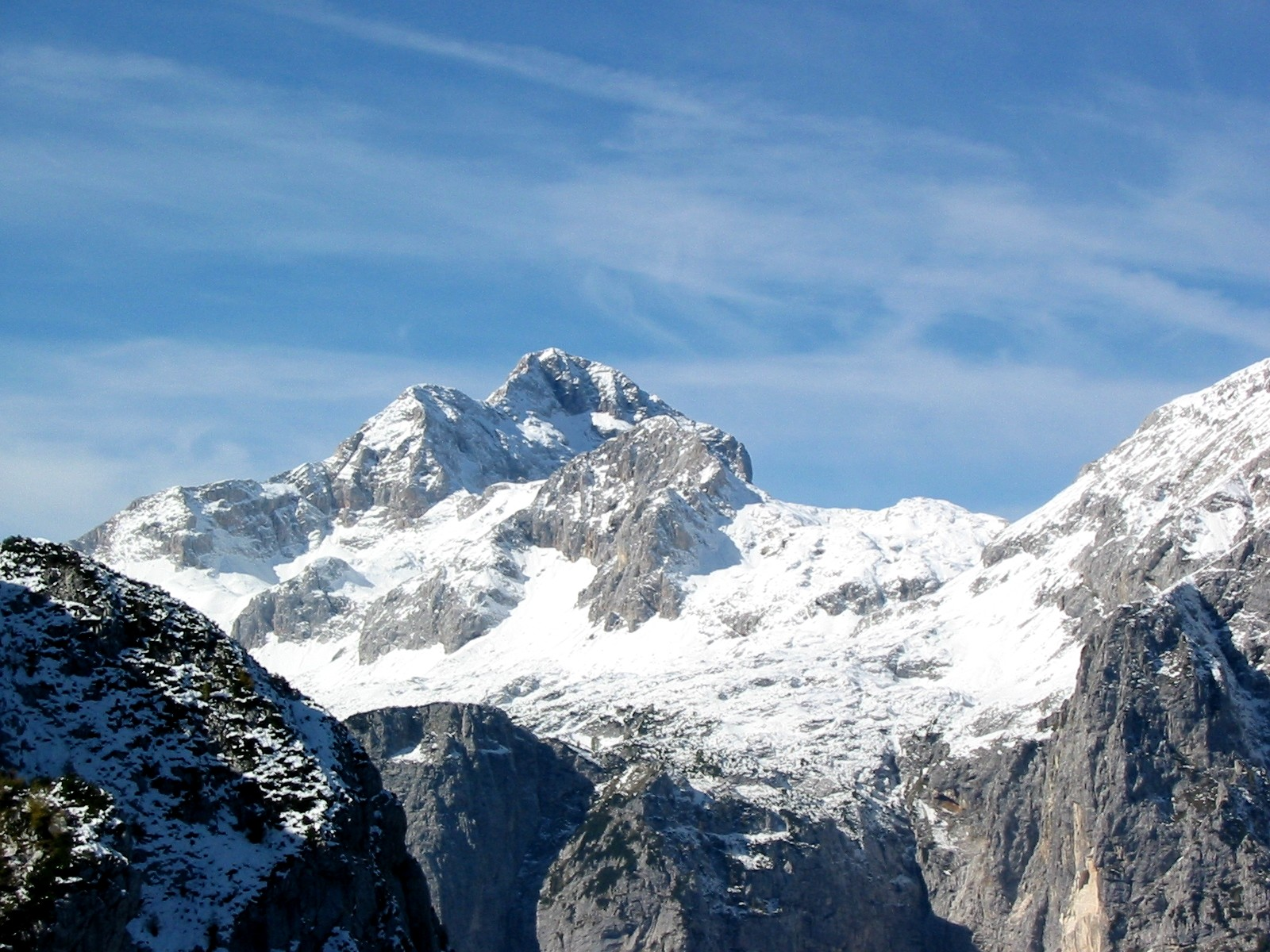
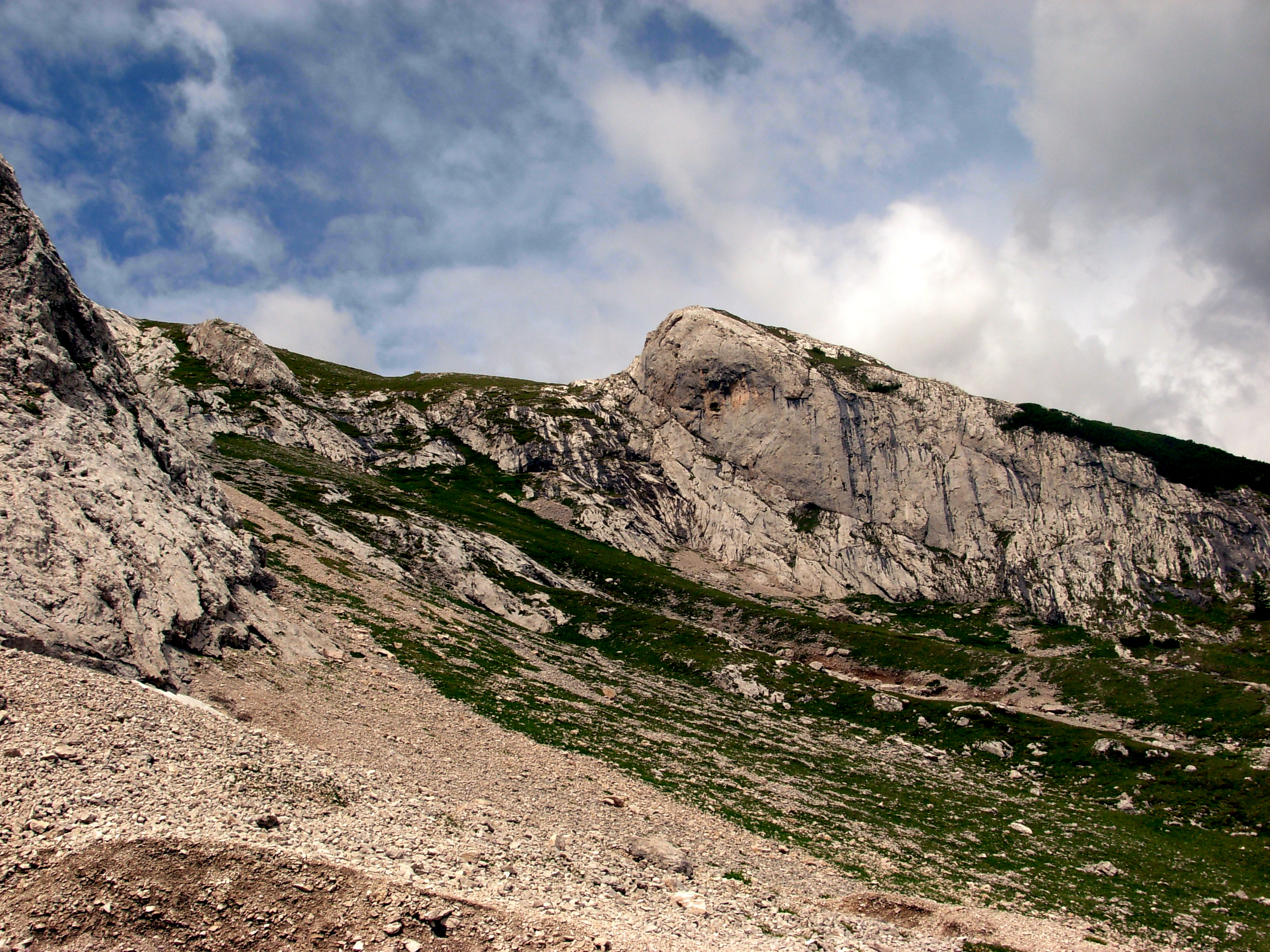
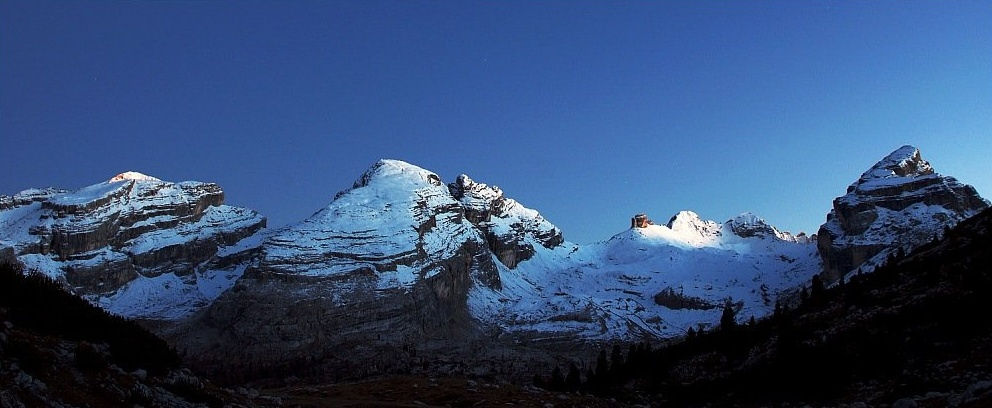